# NGC 3114
NGC 3114 (również OCL 802 lub ESO 127-SC2) – gromada otwarta znajdująca się w gwiazdozbiorze Kila. Została odkryta 8 maja 1826 roku przez Jamesa Dunlopa. Jest położona w odległości ok. 3 tys. lat świetlnych od Słońca.